# 水系感染症
| 順位 | 疾病                 | DALYs （万） | DALYs （%） | DALYs （10万人当たり） |
| ---- | -------------------- | ------------ | ----------- | ---------------------- |
| 1    | 新生児疾患           | 20,182.1     | 8.0         | 2,618                  |
| 2    | 虚血性心疾患         | 18,084.7     | 7.1         | 2,346                  |
| 3    | 脳卒中               | 13,942.9     | 5.5         | 1,809                  |
| 4    | 下気道感染症         | 10,565.2     | 4.2         | 1,371                  |
| 5    | 下痢性疾患           | 7,931.1      | 3.1         | 1,029                  |
| 6    | 交通事故             | 7,911.6      | 3.1         | 1,026                  |
| 7    | COPD                 | 7,398.1      | 2.9         | 960                    |
| 8    | 糖尿病               | 7,041.1      | 2.8         | 913                    |
| 9    | 結核                 | 6,602.4      | 2.6         | 857                    |
| 10   | 先天異常             | 5,179.7      | 2.0         | 672                    |
| 11   | 背中と首の痛み       | 4,653.2      | 1.8         | 604                    |
| 12   | うつ病性障害         | 4,635.9      | 1.8         | 601                    |
| 13   | 肝硬変               | 4,279.8      | 1.7         | 555                    |
| 14   | 気管、気管支、肺がん | 4,137.8      | 1.6         | 537                    |
| 15   | 腎臓病               | 4,057.1      | 1.6         | 526                    |
| 16   | HIV / AIDS           | 4,014.7      | 1.6         | 521                    |
| 17   | その他の難聴         | 3,947.7      | 1.6         | 512                    |
| 18   | 墜死                 | 3,821.6      | 1.5         | 496                    |
| 19   | マラリア             | 3,339.8      | 1.3         | 433                    |
| 20   | 裸眼の屈折異常       | 3,198.1      | 1.3         | 415                    |

水系感染症（英: waterborne disease）とは、病原微生物に汚染された水を直接摂取することを感染経路とする感染症。
汚染された水が調理に使用されると食中毒の原因となる。世界保健機関によると、下痢性疾患は全世界の障害調整生命年（DALY）の4.1%を占め、毎年180万人の死の原因となっている。水系感染症の原因の88%が、公衆衛生および衛生学的に安全でない水の供給によるものと推定され、特に発展途上国の子供に水系感染症の被害が集中している。
水系感染症は原虫、ウイルス、真正細菌が原因となり、多くは消化器疾患を引き起こす。
世界保健機関（WHO）や赤十字は家庭での水処理と安全な貯蔵のための実行可能な方法として太陽水殺菌を推奨している。分散型水処理のため、簡単かつ効果的な方法であり、家庭などでも行うことができる。そのため、太陽水殺菌による水の殺菌はすでに多くの発展途上国で利用されている:55。EAWAGによって発行されている太陽水殺菌の手順に関する教育用パンフレットは多くの言語で入手可能である。

## 一覧

### 原生生物
クリプトスポリジウム、アカントアメーバ

### バクテリア
コレラ、赤痢、レジオネラ、腸チフス

### ウイルス
A型肝炎、E型肝炎、ポリオ

## 歴史
ブロード・ストリートのコレラの大発生は、ジョン・スノウにより、汚染された井戸水が原因だと判断した。